# Quách Vĩnh Thiện
Quách Vĩnh Thiện là một nhạc sĩ sống tại Paris (Pháp), được biết đến trong khoảng 2009-2010 khi ông cho ra đời những CD phổ nhạc Truyện Kiều của đại thi hào Nguyễn Du.

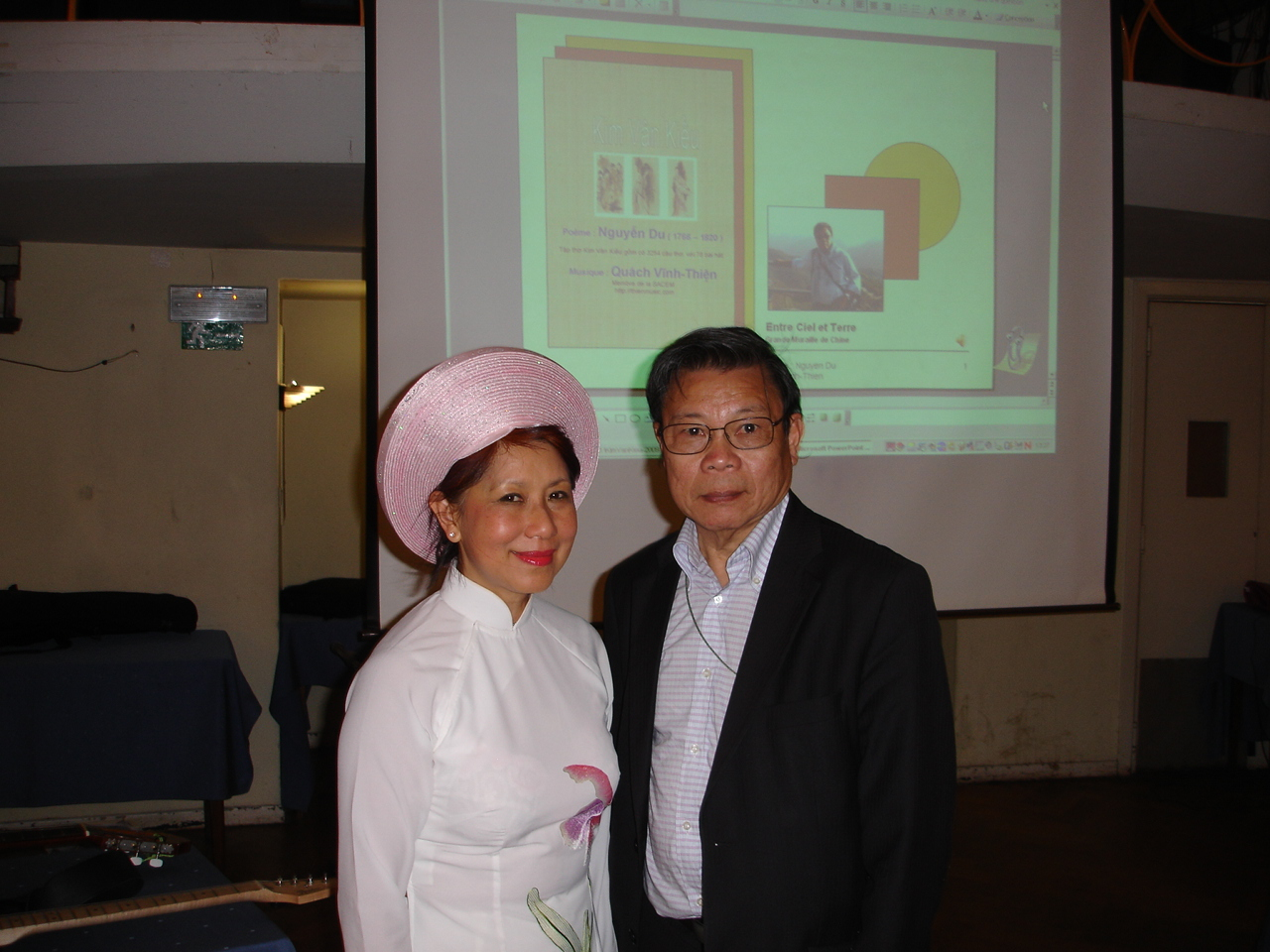
QVThien-ThanhVan-26-03-2011-Bruxelles

## Tiểu sử
1943: chào đời ngày 18 tháng 05 năm 1943 tại SàiGòn lúc 6g30 sáng
1956-1963: trường Petrus Ký- SàiGòn
1963: đậu vào Đại Học Sư Phạm Saigon – ban Toán.
1964: du học sang Pháp.
1964-1965: Phân khoa Khoa Học – ban Toán-Vật Lý– Faculté des Sciences Bordeaux-Paris - Math Physique.
1965-1968: được tuyển chọn vào IBM qua 500 thí sinh, đào tạo Kỹ Sư Tin Học.
1968-1971: Tốt nghiệp trường Cao đẳng CNAM - Conservatoire National des Arts et Métiers, Pháp.
2019: qua đời tại Paris (Pháp) ngày 13 tháng 09.
Lãnh vực âm nhạc:
Say mê âm nhạc từ lúc 6 tuổi. Lúc học sinh từng là trưởng ban văn nghệ của Pétrus Ký. Từng học nhạc với nhạc sĩ Hoàng Bửu.
Đầu thập niên 60, thành lập ban nhạc ‘Les Fanatiques’ với các ca sĩ Công Thành, Tới và Héléna. Ban nhạc ‘Les Fanatiques’ nổi tiếng nhờ chơi bài Apache (The Shadows), Công Thành với bài What I Say (Ray Charles), Ca ne peut plus durer (Eddy Michell), ca sĩ Tới với bài The Young One, Héléna với bài Tous les garçons et les filles (Françoise Hardy) … Ban nhạc Les Fanatiques từng chơi trong Club Hoa Kỳ ở Phi Trường Tân Sơn Nhất và nhiều rạp hát lớn thời đó như Đại Nam, Khải Hoàn, Đa Kao …
Lúc sống tại Bordeaux (Pháp), lập ban nhạc Les Cobras.
Lúc sống tại Paris, lập ban nhạc Sao Đêm (Les Saodems) với Ca Sĩ Bích Chiêu, Ly Lan, Tiny Yong …

## Tác phẩm
Phổ nhạc Truyện Kiều của đại thi hào Nguyễn Du:
Công trình này gồm 7 CD, gồm 77 bài, phổ nhạc toàn vẹn tác phẩm lừng danh của Nguyễn Du (được Unesco xem như di sản văn hóa nhân loại). Quách Vĩnh Thiện đã chia tác phẩm ra 77 đoạn và theo đó, đã viết ra 77 bài hát, theo những thể loại khác nhau như Tango, Bossa Nova, Salsa, Samba, Lambada, Rock and Roll, Jazz, Valse. Muốn nghe hết 7 CD này phải mất 8 giờ.
CD 1 - Trăm Năm Trong Cõi Người Ta
CD 2 - Bên Tình Bên Hiếu
CD 3 - Quyến Gió Rủ Mây
CD 4 - Tài Tử Giai Nhân
CD 5 - Cá Chậu Chim Lồng
CD 6 - Hại Nhân Nhân Hại
CD 7 - Chữ Tài Chữ Mệnh
Năm 2010-2011, QVT đã phổ nhạc tác phẩm Chinh Phụ Ngâm.
Những CD của Quách Vĩnh Thiện:

2005-2009:  7 CDs Phổ NhạcTruyện Kiều.
2010-2011:  2 CDs Phổ Nhạc Chinh Phụ Ngâm.
1996-2016: ngoài nhạc tình, QVT còn sáng tác nhiều CD nhạc tâm linh mang tính cách thiền.
1 CD Giáng Trần - Nhạc Tâm Linh.
1 CD Trần Gian - Nhạc Tâm Linh.
1 CD Lục Căn Lục Trần - Nhạc Tâm Linh.
1 CD Thiên Địa Nhân 1 - Nhạc Tâm Linh.
1 CD Thiên Địa Nhân 2 - Nhạc Tâm Linh.
1 CD Paris Tình Nở - Nhạc Tình Paris.
7 CDs Le Destin - Truyện Kiều Nhạc Không Lời.
1 CD Karma 1 - Nhạc Tâm Linh Không Lời.
1 CD Karma 2 - Nhạc Tâm Linh Không Lời.
1 CD Chút Gì Để Lại - Nhạc Tình Cảm.
1 CD Một Thoáng Hương Nồng

## Gia đình
Hiền thê là bà Thanh Vân, cựu xướng ngôn viên đài truyền hình TV7 Cần Thơ, trước 1975. Chính bà là người giới thiệu những tác phẩm của QVT trong những lần trình diễn.
Quách Vĩnh Thiện là một người giản dị, cởi mở, yêu quê hương, không thích những chế độ độc tài áp bức, mang nhiều hoài bão lớn phục vụ âm nhạc.

## Website và những nguồn đáng tin cậy giới thiệu Quách Vĩnh Thiện
« Quach Vinh Thien l'ingénieur-musicien   »
« Quach Vinh Thien, célébrité malgré lui  »
« Quach Vinh Thien certified engineer principal - Sopra Group  »
« Quach Vinh Thien, il était une fois un garçon amoureux de sa guitare  »
Quách Vĩnh Thiện từng được phỏng vấn trên các đài:
http://www.rfa.org/vietnamese/programs/MusicForWeekend/quvithien-truyen-kieu-vhg-10072012130416.html
http://www.rfa.org/vietnamese/in_depth/MusicianQuachVinhThienAndCDKimVanKieu_MLam-06012008105211.html
https://www.youtube.com/watch?v=6rK-0_qrNPM
https://www.youtube.com/watch?v=Xohh_x7wTQc
https://www.youtube.com/watch?v=RWSLJfmipgQ
(tiếng Pháp) http://www.radiocourtoisie.fr/mot-clef/vinh-thien-quach/ Lưu trữ ngày 4 tháng 1 năm 2017 tại Wayback Machine
và các báo:
(tiếng Pháp) http://www.leparisien.fr/espace-premium/seine-saint-denis-93/quach-vinh-thien-l-ingenieur-musicien-06-09-2012-2152089.php
(tiếng Pháp) http://www.masters.sopra.com/docs/librariesprovider19/Lettres/lettre23.pdf?sfvrsn=2 Lưu trữ ngày 18 tháng 1 năm 2017 tại Wayback Machine
(tiếng Pháp) http://www.masters.sopra.com/docs/librariesprovider19/Lettres/lettre27.pdf Lưu trữ ngày 18 tháng 1 năm 2017 tại Wayback Machine
(tiếng Pháp) http://thienmusic.free.fr/Magazine-Reflets-2013.html
http://nhatbaovanhoa.com/p187a2399/2/nhac-si-quach-vinh-thien-va-ca-khuc-kim-van-kieu
http://hung-viet.org/author/post/8314/1/quach-vinh-thien
https://vietbao.com/a161717/nhac-si-quach-vinh-thien-pho-nhac-kieu-chinh-phu
http://www.lyhuong.net/uc/index.php/shcd/3210-3210 Lưu trữ ngày 5 tháng 1 năm 2017 tại Wayback Machine
http://www.saigonbao.com/vietnamconghoa.htm
http://nhatbaovanhoa.com/p187a2399/2/nhac-si-quach-vinh-thien-va-ca-khuc-kim-van-kieu
https://www.youtube.com/playlist?list=PL1t0VKfPaoxpxyViVpnu39WPnIJ3vjfHh
1. ↑  http://www.leparisien.fr/espace-premium/seine-saint-denis-93/quach-vinh-thien-l-ingenieur-musicien-06-09-2012-2152089.php
2. ↑  "Bản sao đã lưu trữ" (PDF). Bản gốc (PDF) lưu trữ ngày 18 tháng 1 năm 2017. Truy cập ngày 17 tháng 1 năm 2017. {{Chú thích web}}: Đã bỏ qua tham số không rõ |= (trợ giúp)
3. ↑  http://prabook.com/web/person-view.html?profileId=184249
4. ↑  "Bản sao đã lưu trữ" (PDF). Bản gốc (PDF) lưu trữ ngày 18 tháng 1 năm 2017. Truy cập ngày 17 tháng 1 năm 2017. {{Chú thích web}}: Đã bỏ qua tham số không rõ |= (trợ giúp)